# Coupe du monde de skeleton 2017-2018
Navigation
Édition précédente Édition suivante
La coupe du monde de skeleton 2017-2018 est la 32e édition de la Coupe du monde de skeleton, compétition de skeleton organisée annuellement par la Fédération internationale de bobsleigh et de tobogganing.

Elle se déroule entre le 9 novembre 2017 et le 19 janvier 2018 sur 8 étapes organisées en Amérique du Nord et en Europe en coopération avec la Coupe du monde de bobsleigh.

## Programme de la saison
| \| Altenberg Königssee Winterberg St Moritz Igls \| Sites des compétitions en Europe |
| Altenberg Königssee Winterberg St Moritz Igls                                        |

| \| Park City Lake Placid Whistler \| Sites des compétitions en Amérique du Nord |
| Park City Lake Placid Whistler                                                  |

## Attribution des points
Les manches de Coupe du monde donnent lieu à l'attribution de points, dont le total détermine le classement général de la Coupe du monde.
Ces points sont attribués selon cette répartition :
| Place  | 1   | 2   | 3   | 4   | 5   | 6   | 7   | 8   | 9   | 10  | 11  | 12  | 13  | 14  | 15  | 16 | 17 | 18 | 19 | 20 | 21 | 22 | 23 | 24 | 25 | 26 | 27 | 28 | 29 |
| ------ | --- | --- | --- | --- | --- | --- | --- | --- | --- | --- | --- | --- | --- | --- | --- | -- | -- | -- | -- | -- | -- | -- | -- | -- | -- | -- | -- | -- | -- |
| Points | 225 | 210 | 200 | 192 | 184 | 176 | 168 | 160 | 152 | 144 | 136 | 128 | 120 | 112 | 104 | 96 | 88 | 80 | 74 | 68 | 62 | 56 | 50 | 45 | 40 | 36 | 32 | 28 | 24 |

## Classement Général
| Rang | Nom             | Points | Victoire(s) |
| ---- | --------------- | ------ | ----------- |
| 1    | Yun Sung-bin    | 1545   | 5           |
| 4    | Axel Jungk      | 1507   | 1           |
| 3    | Tomass Dukurs   | 1464   |             |
| 4    | Martins Dukurs  | 1440   | 2           |
| 5    | Nikita Tregubov | 1426   |             |

| Rang | Nom                | Points | Victoire(s) |
| ---- | ------------------ | ------ | ----------- |
| 1    | Jacqueline Lölling | 1628   | 4           |
| 2    | Tina Hermann       | 1504   |             |
| 3    | Elisabeth Vathje   | 1470   |             |
| 4    | Elena Nikitina     | 1306   | 2           |
| 5    | Jane Channell      | 1274   |             |

## Calendrier
| 1. Lake Placid (9 au 10 novembre 2017) |                         |                           |                               |
| Épreuve                                | Vainqueur               | Deuxième                  | Troisième                     |
| Hommes                                 | Martins Dukurs Lettonie | Yun Sung-bin Corée du Sud | Alexander Tretiakov Russie    |
| Femmes                                 | Janine Flock Autriche   | Elisabeth Vathje Canada   | Elizabeth Yarnold Royaume-Uni |

| 2. Park City (17 au 18 novembre 2017) |                           |                         |                              |
| Épreuve                               | Vainqueur                 | Deuxième                | Troisième                    |
| Hommes                                | Yun Sung-bin Corée du Sud | Martins Dukurs Lettonie | Axel Jungk Allemagne         |
| Femmes                                | Elena Nikitina Russie     | Tina Hermann Allemagne  | Jacqueline Lölling Allemagne |

| 3. Whistler (24 au 25 novembre 2017) |                              |                        |                        |
| Épreuve                              | Vainqueur                    | Deuxième               | Troisième              |
| Hommes                               | Yun Sung-bin Corée du Sud    | Nikita Tregubov Russie | Tomass Dukurs Lettonie |
| Femmes                               | Jacqueline Lölling Allemagne | Jane Channell Canada   | Tina Hermann Allemagne |

| 4. Winterberg (8 décembre 2017) |                              |                         |                          |
| Épreuve                         | Vainqueur                    | Deuxième                | Troisième                |
| Hommes                          | Yun Sung-bin Corée du Sud    | Martins Dukurs Lettonie | Dave Greszczyszyn Canada |
| Femmes                          | Jacqueline Lölling Allemagne | Elisabeth Vathje Canada | Elena Nikitina Russie    |

| 5. Igls (15 décembre 2017) |                         |                           |                        |
| Épreuve                    | Vainqueur               | Deuxième                  | Troisième              |
| Hommes                     | Martins Dukurs Lettonie | Yun Sung-bin Corée du Sud | Nikita Tregubov Russie |
| Femmes                     | Elena Nikitina Russie   | Elisabeth Vathje Canada   | Mirela Rahneva Canada  |

| 6. Altenberg (5 janvier 2018) |                              |                            |                                |
| Épreuve                       | Vainqueur                    | Deuxième                   | Troisième                      |
| Hommes                        | Yun Sung-bin Corée du Sud    | Alexander Tretiakov Russie | Christopher Grotheer Allemagne |
| Femmes                        | Jacqueline Lölling Allemagne | Tina Hermann Allemagne     | Anna Fernstädt Allemagne       |

| 7. Saint-Moritz (12 janvier 2018) |                           |                        |                         |
| Épreuve                           | Vainqueur                 | Deuxième               | Troisième               |
| Hommes                            | Yun Sung-bin Corée du Sud | Axel Jungk Allemagne   | Martins Dukurs Lettonie |
| Femmes                            | Janine Flock Autriche     | Tina Hermann Allemagne | Elisabeth Vathje Canada |

| 8. Königssee (19 janvier 2018) |                              |                         |                        |
| Épreuve                        | Vainqueur                    | Deuxième                | Troisième              |
| Hommes                         | Axel Jungk Allemagne         | Martins Dukurs Lettonie | Tomass Dukurs Lettonie |
| Femmes                         | Jacqueline Lölling Allemagne | Tina Hermann Allemagne  | Janine Flock Autriche  |